# Новоуральский
Новоура́льский — посёлок в Таврическом районе Омской области. Административный центр Новоуральского сельского поселения.
Основан в 1929 году.
Население — 1868 чел. (2010).

## Физико-географическая характеристика
Новоуральский находится в пределах лесостепной зоны Ишимской равнины, являющейся частью Западно-Сибирской равнины. Высота центра — 104 метров над уровнем моря. Гидрографическая сеть не развита: реки и озёра отсутствуют. Распространены чернозёмы остаточно-карбонатные.
Посёлок расположен в 110 км (по автомобильным дорогам) к юго-востоку от областного центра города Омск и 49 км в том же направлении от районного центра посёлка Таврическое. Ближайшая железнодорожная станция Жатва железнодорожной ветки Омск — Иртышское Западно-Сибирской железной дороги расположена в 3 км к западу от посёлка
Климат
Климат резко континентальный, со значительными перепадами температур в течение года (согласно классификации климатов Кёппена — влажный континентальный климат (Dfb) с тёплым летом и холодной и продолжительной зимой). Многолетняя норма осадков — 363 мм. Наибольшее количество осадков выпадает в июле — 60 мм, наименьшее в марте — 13 мм. Среднегодовая температура положительная и составляет +1,3 С, средняя температура января −17.8 С, июля +19.8 С.
Часовой пояс
Новоуральский, как и вся Омская область, находится в часовой зоне МСК+3. Смещение применяемого времени относительно UTC составляет +6:00.

## История
Своим появлением на карте Омской области хозяйство обязано решению ЦК ВКП(б) «Об организации новых зерновых совхозов» в июле 1928 года. Во исполнение решения июльского Пленума ЦК КПСС в Омской области было создано 32 совхоза, в их число вошёл и зерносовхоз «Новоуральский».
17 марта 1929 года в голой степи на территории Молотовского района, а ныне Таврического района был забит первый колышек — началось строительство. Совхоз получил название «Новоуральский», так как первыми новосёлами были жители села Новоуральское Павлоградского района.
Весной 1929 года был произведён первый посев. В 1933 году совхоз начинает заниматься и животноводством. В 1935 году количество голов скота всех видов составляло около 8 000. В 1939 году на полях зерносовхоза работало 42 трактора, 36 комбайнов марки «Коммунар» и «Сталинец». Автопарк составлял 20 автомашин АМО-Ф-15.
В период Великой Отечественной войны на фронт из села ушло 429 жителей, с фронта вернулось всего около 160 новоуральцев. За годы войны сократилась посевная площадь, ухудшилась обработка земли, снизились урожаи полей, уменьшилось поголовье скота. Основные работы выполнялись на быках и лошадях.
В 1954 году совхоз «Новоуральский» расширяет свои границы за счёт близ лежащих деревень: Черноглазовка, Воеводино, Тихорецкое. Проходило освоение целинных и залежных земель. В село поступало огромное количество техники — тракторов, автомашин, комбайнов. Началась электрификация села и производственных объектов, развернулось интенсивное жилищное строительство.
В 1961 год Новоуральский совхоз стал опытно-производственным. В хозяйстве был создан опорный пункт отдела степного земледелия Сибирского научно-исследовательского института сельского хозяйства, который был реорганизован в самостоятельный отдел в 1975 году.
24 марта 1981 года ОПХ Ново — Уральское награждено «Орденом Трудового Красного Знамени».
За годы перестройки и реформ в ОПХ Ново — Уральское произошли негативные изменения: резко снизилось поголовье скота, урожайность зерновых опустилась до уровня сороковых годов. Остановился кирпичный завод, разрушена поточная линия. С 1994 года полностью прекратилось строительство жилья на центральной усадьбе и на отделениях, не ремонтировались дороги. ОПХ «Новоуральское» было признано банкротом. В 2004 году земли бывшего ОПХ «Новоуральское» берёт в аренду «Омский бекон».

## Население
| 1930 | 2010  |
| ---- | ----- |
| 874  | ↗1868 |